# Liste des sites Ramsar aux États-Unis
Cet article recense les zones humides des États-Unis concernées par la convention de Ramsar.

## Statistiques
La convention de Ramsar est entrée en vigueur aux États-Unis le 18 décembre 1986.
En janvier 2020, le pays compte 39 sites Ramsar, couvrant une superficie de 18 616,03 km2.

## Liste
| Site                                                         | État                                 | Notes | Date               | Superficie (km²) | Altitude (m) | Identifiant Ramsar | Identifiant WDPA | Coordonnées                          | Photo |
| ------------------------------------------------------------ | ------------------------------------ | ----- | ------------------ | ---------------- | ------------ | ------------------ | ---------------- | ------------------------------------ | ----- |
| Ash Meadows National Wildlife Refuge                         | Nevada                               |       | 18 décembre 1986   | 95,09            | 630 - 900    | 347                | 555624120        | 36° 25′ 01″ nord, 116° 19′ 59″ ouest |       |
| Edwin B. Forsythe National Wildlife Refuge                   | New Jersey                           |       | 18 décembre 1986   | 188,00           | 2 - 15       | 348                | 68307            | 39° 43′ 44″ nord, 74° 11′ 42″ ouest  |       |
| Refuge faunique national Izembek                             | Alaska                               |       | 18 décembre 1986   | 1 684,33         |              | 349                | 68308            | 55° 18′ 54″ nord, 162° 53′ 10″ ouest |       |
| Refuge faunique national Okefenokee                          | Géorgie, Floride                     |       | 18 décembre 1986   | 1 626,35         | 32 - 39      | 350                | 68309            | 30° 48′ 00″ nord, 82° 19′ 59″ ouest  |       |
| Parc national des Everglades                                 | Floride                              |       | 4 juin 1987        | 6 104,97         |              | 374                | 68310            | 25° 33′ 00″ nord, 80° 55′ 01″ ouest  |       |
| Complexe estuarien de la baie de Chesapeake                  | Virginie                             |       | 4 juin 1987        | 450,00           | -5 - 20      | 375                | 68311            | 38° 00′ 00″ nord, 76° 19′ 59″ ouest  |       |
| Cheyenne Bottoms                                             | Kansas                               |       | 19 octobre 1988    | 109,78           |              | 411                | 68312            | 38° 31′ 01″ nord, 98° 43′ 01″ ouest  |       |
| Cache-White River (en)                                       | Arkansas                             |       | 21 novembre 1989   | 991,66           | 40 - 68      | 442                | 68313            | 34° 16′ 59″ nord, 91° 09′ 00″ ouest  |       |
| Marais de Horicon (en)                                       | Wisconsin                            |       | 12 avril 1990      | 133,55           | 259 - 262    | 511                | 68314            | 43° 30′ 00″ nord, 88° 37′ 59″ ouest  |       |
| Lac Catahoula                                                | Louisiane                            |       | 18 juin 1991       | 121,50           | 28 - 36      | 523                | 68315            | 31° 30′ nord, 92° 06′ ouest          |       |
| Estuaire de la baie de la Delaware                           | Delaware, New Jersey                 |       | 20 mai 1992        | 512,52           | -30 - 7      | 559                | 68316            | 39° 10′ 59″ nord, 75° 13′ 59″ ouest  |       |
| Refuge faunique national de Pelican Island                   | Floride                              |       | 14 mars 1993       | 22,03            | -8 - 4       | 590                | 134956           | 27° 47′ 46″ nord, 80° 25′ 55″ ouest  |       |
| Lac Caddo                                                    | Texas                                |       | 23 octobre 1993    | 79,77            |              | 633                | 94090            | 32° 45′ 00″ nord, 94° 07′ 59″ ouest  |       |
| Estuaire et complexe de zones humides tidales du Connecticut | Connecticut                          |       | 14 octobre 1994    | 66,028           |              | 710                | 95312            | 41° 15′ nord, 72° 18′ ouest          |       |
| Zones humides Cache River et Cypress Creek (en)              | Illinois                             |       | 1er novembre 1994  | 242,81           | 85 - 272     | 711                | 95314            | 37° 18′ 00″ nord, 89° 02′ 17″ ouest  |       |
| Sand Lake National Wildlife Refuge                           | Dakota du Sud                        |       | 3 août 1998        | 87,00            |              | 957                | 166886           | 45° 45′ nord, 98° 15′ ouest          |       |
| Lagune Bolinas                                               | Californie                           |       | 1er septembre 1998 | 4,45             | 0            | 960                | 166885           | 37° 55′ 01″ nord, 122° 40′ 59″ ouest |       |
| Quivira National Wildlife Refuge                             | Kansas                               |       | 2 décembre 2002    | 89,577           | 524 - 546    | 1172               | 900712           | 38° 04′ 59″ nord, 98° 28′ 59″ ouest  |       |
| Baie Tomales                                                 | Californie                           |       | 21 octobre 2002    | 28,50            | 0            | 1215               | 900853           | 38° 09′ 00″ nord, 123° 22′ 59″ ouest |       |
| Zone écologique Grassland (en)                               | Californie                           |       | 2 février 2005     | 650,00           | 18 - 40      | 1451               | 902400           | 37° 10′ 01″ nord, 120° 49′ 59″ ouest |       |
| Réserve de recherche estuarienne nationale du Tijuana (en)   | Californie                           |       | 2 février 2005     | 10,21            | 0 - 100      | 1452               | 555549310        | 32° 33′ 00″ nord, 117° 07′ 01″ ouest |       |
| Complexe des marais de Kawainui et Hamakua                   | Hawaï                                |       | 2 février 2005     | 4,14             |              | 1460               | 902691           | 21° 24′ nord, 157° 45′ ouest         |       |
| Forêt Francis Beidler                                        | Caroline du Sud                      |       | 30 mai 2008        | 64,38            | 5 - 8        | 1773               | 903122           | 33° 15′ 00″ nord, 80° 22′ 01″ ouest  |       |
| Parc de recherche Olentangy River Wetland (en)               | Ohio                                 |       | 18 avril 2008      | 0,21             | 221 - 224    | 1779               | 903123           | 40° 01′ 01″ nord, 83° 01′ 01″ ouest  |       |
| Sanctuaire Corkscrew Swamp                                   | Floride                              |       | 23 mars 2009       | 52,61            |              | 1888               | 555542769        | 26° 24′ 00″ nord, 81° 31′ 01″ ouest  |       |
| Upper Mississippi River National Wildlife and Fish Refuge    | Minnesota, Iowa, Wisconsin, Illinois |       | 1er mai 2010       | 1 223,57         | 173 - 202    | 1901               | 555542774        | 43° 09′ 36″ nord, 91° 02′ 10″ ouest  |       |
| Zones humides artésiennes Roswell                            | Nouveau-Mexique                      |       | 20 janvier 2010    | 9,17             |              | 1917               | 555542773        | 33° 27′ 00″ nord, 104° 22′ 59″ ouest |       |
| Maras Humbug (en)                                            | Michigan                             |       | 20 janvier 2010    | 1,88             |              | 1928               | 555542770        | 42° 06′ 00″ nord, 83° 10′ 59″ ouest  |       |
| Complexe de zone humide de la lagune de Santa Rosa           | Californie                           |       | 16 avril 2010      | 15,76            | 14 - 58      | 1930               | 555542771        | 38° 24′ 25″ nord, 122° 47′ 38″ ouest |       |
| Palmyra Atoll National Wildlife Refuge                       | Îles mineures éloignées              |       | 1er avril 2011     | 2 041,272        | 0 - 2        | 1971               | 555542772        | 5° 52′ 01″ nord, 162° 06′ 00″ ouest  |       |
| Kakagon (en) et Bad River (en) Sloughs                       | Wisconsin                            |       | 2 février 2012     | 43,55            |              | 2001               | 555543097        | 46° 38′ 35″ nord, 90° 40′ 59″ ouest  |       |
| Parc national de Congaree                                    | Caroline du Sud                      |       | 2 février 2012     | 105,3907         | 24 - 30      | 2030               | 555547981        | 33° 47′ 20″ nord, 80° 45′ 32″ ouest  |       |
| Complexe Emiquon (en)                                        | Illinois                             |       | 2 février 2012     | 57,29            | 126 - 178    | 2031               | 555547982        | 40° 21′ 22″ nord, 90° 03′ 11″ ouest  |       |
| Refuge faunique Dixon (en)                                   | Illinois                             |       | 2 février 2012     | 11,17            | 131 - 140    | 2042               | 555547959        | 41° 13′ 19″ nord, 89° 20′ 17″ ouest  |       |
| Baie et estuaire de San Francisco                            | Californie                           |       | 2 février 2013     | 1 587,1088       | 0 - 10       | 2097               | 555558452        | 37° 52′ 01″ nord, 122° 22′ 01″ ouest |       |
| Zones humides du delta et de la baie Missisquoi              | Vermont                              |       | 20 novembre 2013   | 31,02            |              | 2200               | 555592570        | 44° 57′ 18″ nord, 73° 10′ 08″ ouest  |       |
| Zones humides côtières de la péninsule de Door               | Wisconsin                            |       | 10 juin 2014       | 46,3077          | 180 - 189    | 2218               | 555624140        | 45° 13′ 19″ nord, 86° 59′ 46″ ouest  |       |
| Chiwaukee Illinois Beach Lake Plain (en)                     | Wisconsin, Illinois                  |       | 25 septembre 2015  | 15,84            | 176 - 188    | 2243               | 555624176        | 42° 28′ 16″ nord, 87° 48′ 50″ ouest  |       |
| Elkhorn Slough                                               | Californie                           |       | 25 juin 2018       | 7,24             | 0 - 1        | 2345               |                  | 36° 50′ 17″ nord, 121° 45′ 00″ ouest |       |